# سبنسر ساوتو
سبنسر ساوتو (بالإنجليزية: Spencer Sautu)‏ (مواليد 5 أكتوبر 1994) هو لاعب كرة قدم زامبي.

## روابط خارجية
- سبنسر ساوتو على موقع قاعدة بيانات كرة القدم.إي يو (الإنجليزية)
- سبنسر ساوتو على موقع ناشيونال فوتبول تيمز (الإنجليزية)
- سبنسر ساوتو على موقع Soccerway.com (الإنجليزية)
- سبنسر ساوتو على موقع كووورة